# Сиско (Франция)
Сиско (фр. Sisco, корс. Siscu) — коммуна во Франции, находится в регионе Корсика. Департамент коммуны — Верхняя Корсика. Входит в состав кантона Кап-Корс. Округ коммуны — Бастия.
Код INSEE коммуны — 2B281.

## Население
Население коммуны на 2008 год составляло 947 человек.
| 1962 | 1968 | 1975 | 1982 | 1990 | 1999 | 2008 |
| ---- | ---- | ---- | ---- | ---- | ---- | ---- |
| 485  | 497  | 501  | 514  | 616  | 743  | 947  |

## Экономика

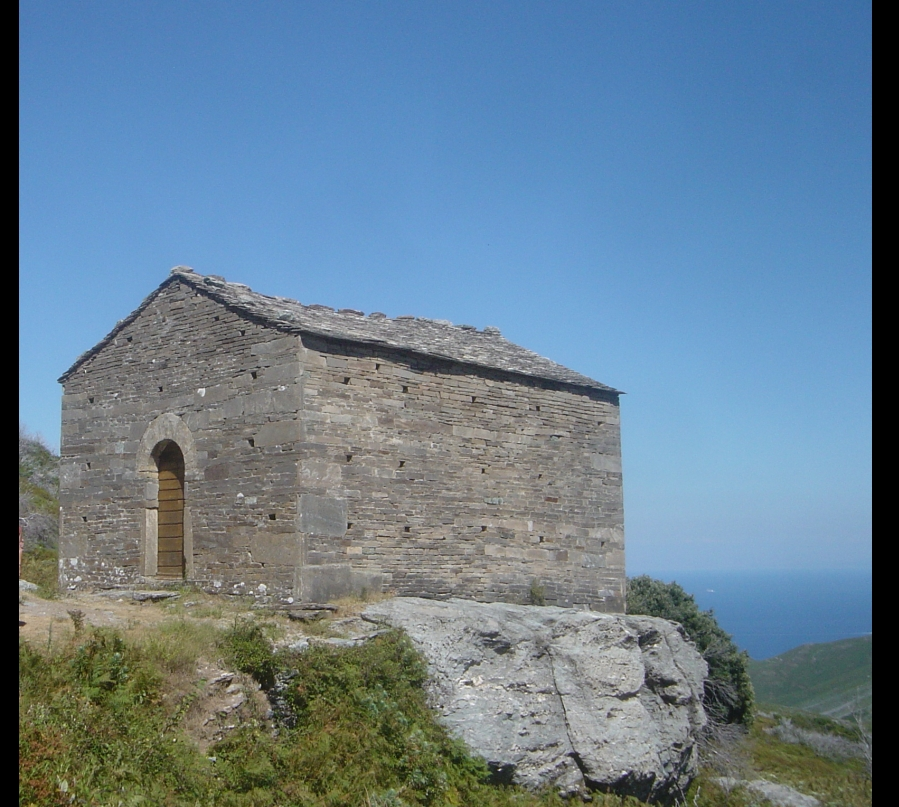
Часовня Сан-Мишель

В 2007 году среди 610 человек в трудоспособном возрасте (15—64 лет) 408 были экономически активными, 202 — неактивными (показатель активности — 66,9 %, в 1999 году было 66,0 %). Из 408 активных работали 347 человек (196 мужчин и 151 женщина), безработных было 61 (26 мужчин и 35 женщин). Среди 202 неактивных 42 человека были учениками или студентами, 67 — пенсионерами, 93 были неактивными по другим причинам.